# All Directions
All Directions este un album din 1972 al trupei The Temptations lansat prin casa de discuri Gordy (Motown) și produs de Norman Whitfield. 

## Tracklist
1. "Funky Music Sho' Nuff Turns Me On" (Barrett Strong, Norman Whitfield) (3:05)
2. "Run Charlie Run" (C. Maurice King, J. Foreman) (3:01)
3. "Papa Was a Rollin' Stone" (Barrett Strong, Norman Whitfield) (11:45)
4. "Love Woke Me Up Early This Morning" (Nickolas Ashford & Valerie Simpson) (2:22)
5. "I Ain't Got Nothin'" (C. Maurice King, Evans King) (3:33)
6. "The First Time Ever (I Saw your Face)" (Ewan MacColl) (4:11)
7. "Mother Nature" (Nick Zesses, Dino Fekaris) (3:08)
8. "Do Your Thing" (Isaac Hayes) (3:30)

## Single-uri
- "Mother Nature" (1972)
- "Funky Music Sho' Nuff Turns Me On" (1972)
- "Papa Was a Rollin' Stone" (1972)

## Componență
- Dennis Edwards, Damon Harris, Richard Street, Melvin Franklin, Otis Williams - voci
- The Andantes - voci de fundal pe "Love Woke Me Up Early This Morning"
- The Funk Brothers - instrumentație